# Musca semiflava
Musca semiflava är en tvåvingeart som först beskrevs av Georg Wolfgang Franz Panzer 1798.  Musca semiflava ingår i släktet Musca och familjen kolvflugor.
Artens utbredningsområde är Österrike. Inga underarter finns listade i Catalogue of Life.